# William "Ned" Herrmann
William Edward "Ned" Herrmann (1922 - 24 de diciembre de 1999) fue un investigador y autor estadounidense, conocido por su investigación en psicología de las organizaciones. Es considerado al "padre de la técnica de preferencias cerebrales".

## Biografía
Ned Herrmann se especializó en física y música en 1943.
Después de la graduación Hermann se convirtió en responsable de Gestión Educativa en General Electric (GE) en 1970. Su principal responsabilidad era supervisar el diseño de programas de capacitación; en concreto, mantener o aumentar la productividad, motivación y creatividad.
En 1978, Herrmann crea el "formulario de encuesta Herrmann " del taller “Pensando en estilos y preferencias de acuerdo con la teoría de dominancia cerebral de aprendizaje” (Modelo HBDI).
En 1992, recibió la distinguida contribución a Human Resource Development Award de la American Society for Training & Development (ASTD) y en 1993, fue elegido Presidente de la Asociación Americana de creatividad.

## Publicaciones
Libros:
- Herrmann, Ned.  El libro de negocios de todo el cerebro . Vol. 334. Nueva York: McGraw-Hill, 1996.

Artículos:
- Herrmann, Ned. "El cerebro creativo".  La formación y desarrollo diario  35.10 (1981): 10-16
- Herrmann, Ned. "La creatividad cerebro *."  El diario de comportamiento creativo  25.4 (1991): 275-295.